# Чемпионат Финляндии по баскетболу
Korisliiga — высшая профессиональная баскетбольная лига Финляндии. Основана в 1939 году.
В регулярном сезоне команды играют между собой по четыре матча (два - дома, два - в гостях), в общей сложности 36 игр. Лучшие восемь команд выходят в плей-офф, который проводится в формате «до трёх побед». Наибольшее количество побед в лиге (14) имеет клуб из Хельсинки — «Панттерит».

## Список клубов в сезоне 2015/2016
| Клуб                 | Город     | Арена                      |
| -------------------- | --------- | -------------------------- |
| Нокиа                | Нокиа     | Нокиан Паллоилухалли       |
| Байзонс              | Лоймаа    | Энергия Арена              |
| Катайя               | Йоэнсуу   | Йоэнсуу Арена              |
| Коувот               | Коувола   | Мансикка-Ахон Урхеилухалли |
| Каухайоен Карху      | Каухайоки | Каухайоен Юхтеискоулу      |
| Тампереен Пюринто    | Тампере   | Пююникин Паллоилухалли     |
| КТП                  | Котка     | Стевеко Арена              |
| Корикобрат           | Лапуа     | Лапуан Урхеилутало         |
| Хельсинки Сигаллс    | Хельсинки | Тёёле Спортс Холл          |
| Салон Вилпас Викингс | Сало      | Салохалли                  |

## Чемпионы
| - 1938-39 Юлиоппиласкорипаллоилият - 1939-40 Эиран Киса-Веикот - 1940-41 Кадеттикоулу - 1941-43 Чемпионат не проводился в связи со Второй Мировой Войной - 1943-44 Кири-Веикот* - 1944-45 Кири-Веикот* - 1945-46 NMKY Хельсинки - 1946-47 NMKY Хельсинки - 1947-48 Кири-Веикот* - 1948-49 HOK-Веикот* - 1949-50 HOK-Веикот* - 1950-51 HOK-Веикот* - 1951-52 HOK-Веикот* - 1952-53 Панттерит - 1953-54 Панттерит - 1954-55 Панттерит - 1955-56 Панттерит - 1956-57 Панттерит - 1957-58 КТП | - 1958-59 Панттерит - 1959-60 Торпан Поят - 1960-61 Хельсингин Киса-Товерит - 1961-62 Хельсингин Киса-Товерит - 1962-63 Хельсингин Киса-Товерит - 1963-64 Хельсингин Киса-Товерит - 1964-65 Хельсингин Киса-Товерит - 1965-66 Торпан Поят - 1966-67 КТП - 1967-68 Эспоон Хонка - 1968-69 Эспоон Хонка - 1969-70 Эспоон Хонка - 1970-71 Эспоон Хонка - 1971-72 Эспоон Хонка - 1972-73 Турун NMKY - 1973-74 Эспоон Хонка - 1974-75 Турун NMKY - 1975-76 Эспоон Хонка - 1976-77 Турун NMKY - 1977-78 Торпан Поят | - 1978-79 Эспоон Хонка - 1979-80 Панттерит - 1980-81 Торпан Поят - 1981-82 Турун NMKY - 1982-83 Торпан Поят - 1983-84 NMKY Хельсинки - 1984-85 NMKY Хельсинки - 1985-86 Торпан Поят - 1986-87 NMKY Хельсинки - 1987-88 КТП - 1988-89 NMKY Хельсинки - 1989-90 Ууденкаупунгин Урхеилият - 1990-91 КТП - 1991-92 NMKY Хельсинки - 1992-93 КТП - 1993-94 КТП - 1994-95 Коувот - 1995-96 Торпан Поят - 1996-97 Торпан Поят - 1997-98 Торпан Поят | - 1998-99 Коувот - 1999-00 Намика Лахти - 2000-01 Эспоон Хонка - 2001-02 Эспоон Хонка - 2002-03 Эспоон Хонка - 2003-04 Коувот - 2004-05 Лаппеэнраннан NMKY - 2005-06 Лаппеэнраннан NMKY - 2006-07 Эспоон Хонка - 2007-08 Эспоон Хонка - 2008-09 Намика Лахти - 2009-10 Тампереен Пюринто - 2010-11 Тампереен Пюринто - 2011-12 Нилан Байзонс - 2012-13 Нилан Байзонс - 2013-14 Тампереен Пюринто - 2014-15 Катайя - 2015-16 Коувот - 2016-17 Катайя - 2017-18 Каухайоки - 2018-19 Каухайоки - 2020-21 Сало Вилпас - 2021-22 Каухайоки - 2022-23 Хельсинки Сигаллс |

- * Прежние названия клуба "Панттерит"

## Количество титулов
| Клуб                     | Кол-во титулов | Победные сезоны                                                                    |
| ------------------------ | -------------- | ---------------------------------------------------------------------------------- |
| Панттерит                | 14             | 1944, 1945, 1948, 1949, 1950, 1951, 1952, 1953, 1954, 1955, 1956, 1957, 1959, 1980 |
| Эспоон Хонка             | 13             | 1968, 1969, 1970, 1971, 1972, 1974, 1976, 1979, 2001, 2002, 2003, 2007, 2008       |
| Торпан Поят              | 9              | 1960, 1966, 1978, 1981, 1983, 1986, 1996, 1997, 1998                               |
| Хельсингин NMKY          | 7              | 1946, 1947, 1984, 1985,1987, 1989, 1992                                            |
| КТП                      | 6              | 1958, 1967, 1988, 1991, 1993, 1994                                                 |
| Хельсингин Киса-Товерит  | 5              | 1961, 1962, 1963, 1964, 1965                                                       |
| Коувот                   | 4              | 1995, 1999, 2004, 2016                                                             |
| Турун NMKY               | 4              | 1973, 1975, 1977, 1982                                                             |
| Тампереен Пюринто        | 3              | 2010, 2011, 2014                                                                   |
| Лаппеэнраннан NMKY       | 2              | 2005, 2006                                                                         |
| Намика Лахти             | 2              | 2000, 2009                                                                         |
| Нилан Байзонс            | 2              | 2012, 2013                                                                         |
| Катайя                   | 2              | 2015, 2017                                                                         |
| Юлиоппиласкорипаллоилият | 1              | 1939                                                                               |
| Эиран Киса-Веикот        | 1              | 1940                                                                               |
| Кадеттикоулу             | 1              | 1941                                                                               |
| Ууденкаупунгин Урхеилият | 1              | 1990                                                                               |

## Рекордсмены лиги
| Категория | Игрок                | Кол-во |
| --------- | -------------------- | ------ |
| Игры      | Яркко Туомала        | 623    |
| Очки      | Джеральд Ли, старший | 12,552 |
| Подборы   | Джонатан Мур         | 4,414  |
| Передачи  | Петри Виртанен       | 1,653  |
| Перехваты | Джеральд Ли, старший | 1,145  |
| Блок-шоты | Сами Лехторанта      | 551    |

Данные на 15 ноября 2014 года.

## Награды
- MVP чемпионата – один для финских игроков, другой для иностранных.
- MVP финала
- Оборонительный игрок года
- Новичок года
- Самый прогрессирующий игрок
- Шестой игрок года
- Тренер года
- Судья года